# 象鼻管

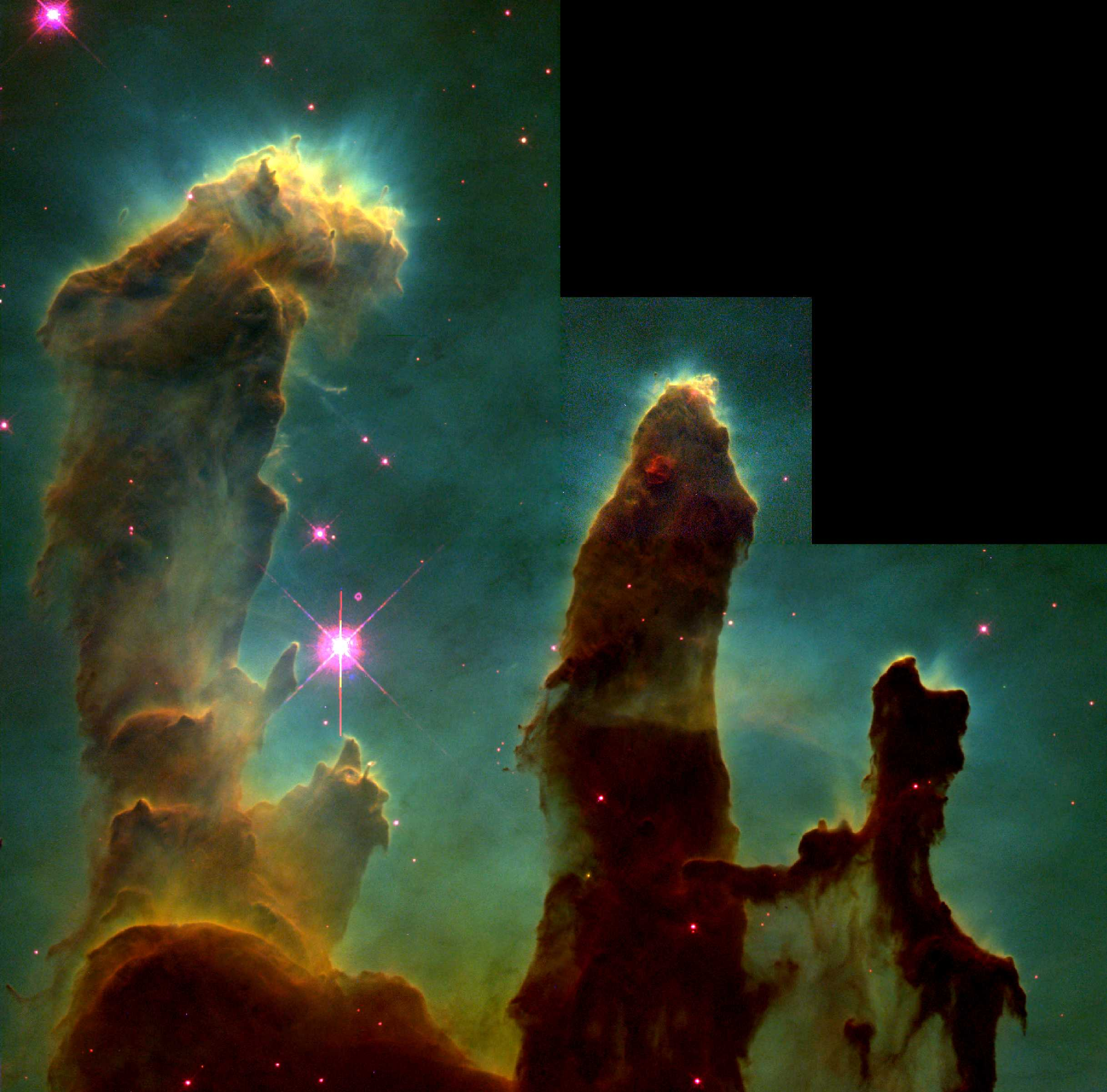
鷹星雲中的創生之柱。

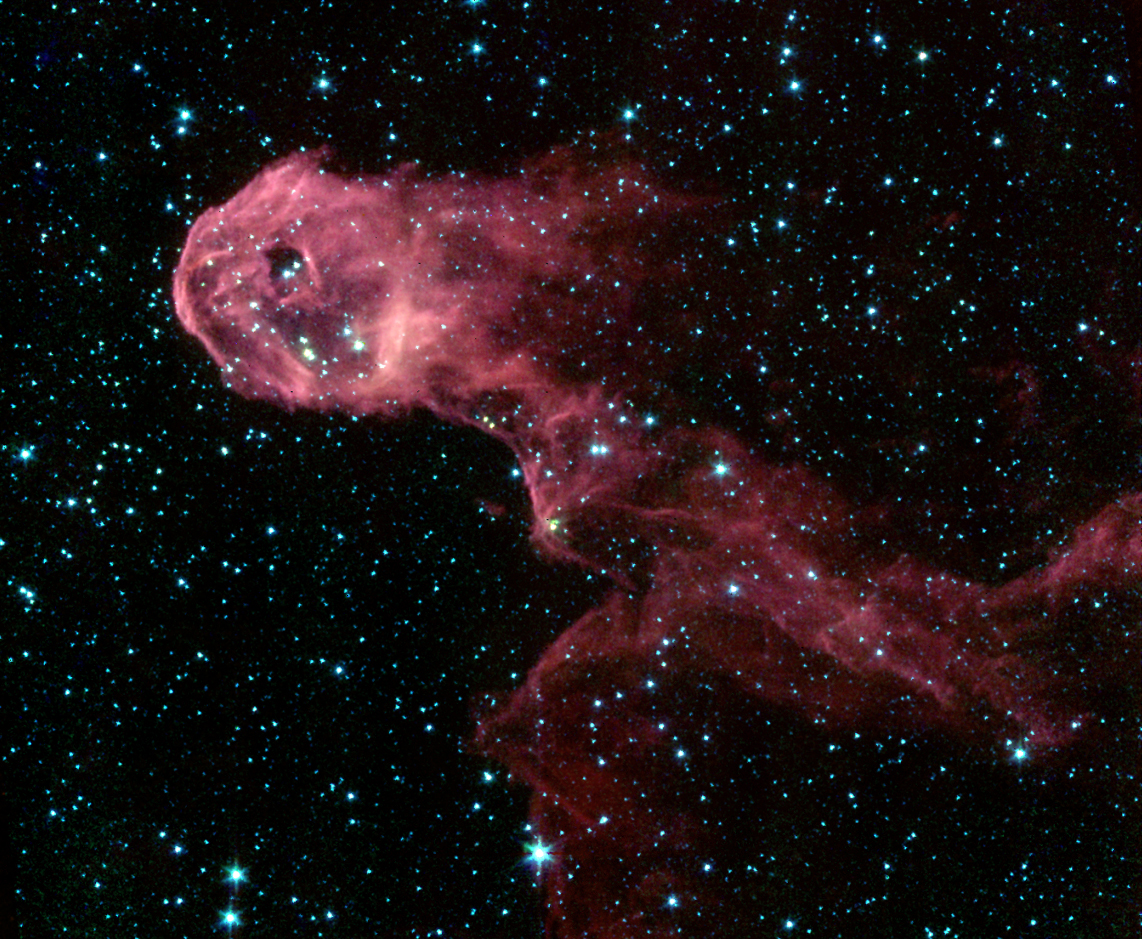
史匹哲太空望遠鏡拍攝的象鼻管星雲。

象鼻管是在大質量的O型和B型恆星所創建，還在逐漸擴大的H II區邊緣發現的。這些恆星通過強烈的紫外線輻射，推擠在附近太空中的星際物質而形成。象鼻管看起來像是大柱子或成列的氣體和塵埃，但是有各種不同的形狀、長度和顏色。因其獨特的形成過程，天文學家試圖使用2D和3D模擬，理解這種現象是如何發生。
最著名的象鼻管是哈伯太空望遠鏡拍攝到在鷹星雲中的創生之柱。

## 形成
O型和B型的恆星會輻射出強烈紫外線（UV）的恆星，紫外線輻射會電離圍繞在附近的氫氣雲，形成H II區。因此雲層內的氣體被電離的程度是不均勻的，所以會有較緻密的氣體團塊散佈其中，這些團塊被稱為蒸發氣體球（EGGs，evaporating gaseous globules），它們是象鼻管的起始點。當EGGs像一個盾牌擋住恆星風，在它們後面的氣體就會形成支柱形狀。恆星風風是從恆星持續不斷吹出來的氣體，會侵蝕和驅離較輕和較稀薄的氣體。EGGs和順風排列的氣體就構成形成象鼻管的基礎。

## 結構
象鼻管在H II區雲的外牆上形成。在可見光區，不透明的氣體遮蓋了象鼻管的內部，所以天文學家只能研究其表面結構。柱子的長度可以光年計，一光年為光行走一年的距離。天文學家透過紅外線、毫米波、和無線電波的觀察，可以計算EGGs及象鼻管的溫度和密度。它們測量出象鼻管有冰冷的芯心（20K），被覆著溫暖的氣體（60K），及更外面的熱殼層（250-320K）。

## 例子

### 創生之柱
象鼻管最著名的例子就是創生之柱，這是NASA彙集哈伯太空望遠鏡拍攝的多張影像編輯而成的。它位於距離7,000光年遠的鷹星雲，它也是在巨蛇座內有著相同年齡恆星的一個星團創生之柱有多個象鼻管，其中一個大約有7光年長。天文學家也發現創生之柱不會繼續存在，因為6,000年前一顆超新星爆炸的衝激波將會摧毀它們。

### 玫瑰星雲
玫瑰星雲是象鼻管可以形成特殊形狀的例子，它不是正常的直列而是具有雙螺旋結構。雙螺旋結構是由磁場和沿著象鼻管的電流造成的。這使得圓柱的表面產生細絲波紋而不是像正常圓柱的平直。這些細紋互相環繞著對方，而不是排在旁邊，形成了扭曲的排列結構。

## 外部連結
- Formation of Elephant Trunks in HII Regions（页面存档备份，存于） (2009)
- Dynamical Models for the Formation of Elephant Trunks in H II Regions （页面存档备份，存于） (2010)